# Pierce Brosnan
Pierce Brendan Brosnan (Drogheda (County Louth), 16 mei 1953) is een Iers acteur en filmproducent.

## Biografie
Brosnan werd geboren als zoon van de meubelmaker Thomas Brosnan en May Smith. Hij groeide op in Navan. Na de echtscheiding van zijn ouders werd Brosnan door zijn grootouders en andere familieleden opgevoed. In 1964 verhuisde hij naar Londen. Hij ging op zijn zestiende van school af en ging in 1973 theaterwetenschappen studeren.
Na zijn acteerwerk op het toneel kreeg Brosnan bekendheid door zijn rol in de NBC-televisiedetectiveserie Remington Steele (1982-87).
In 1994 speelde hij mee in de film Night Watch, waarvan de opnames in augustus 1994 in Amsterdam plaatsvonden.
In hetzelfde jaar werd hij aangekondigd als de vijfde acteur om de rol van James Bond te spelen in de EON Productions filmreeks, om tussen 1995 en 2002 in vier films de hoofdrol te vertolken. Hij verleende ook zijn stem en uiterlijk aan het videospel James Bond 007: Everything or Nothing uit 2004.
In 2001 speelde hij wederom een geheim agent in de film The Tailor of Panama, om in 2004 een meesterdief te spelen in de film After the Sunset.
In 1996 richtte hij met Beau St. Clair het filmproductiebedrijf Irish Dreamtime op. Samen produceerden zij onder andere The Thomas Crown Affair, The Matador en The November Man met Brosnan in de hoofdrol.
In 2003 werd Brosnan koninklijk onderscheiden met een benoeming tot Officier in de Orde van het Britse Rijk uit handen van de Britse ambassadeur in de Ierse hoofdstad Dublin. Hij is ambassadeur voor Unicef. Tevens steunt hij Sea Shepherd en maakt hij deel uit van de "Board of Advisors" van deze organisatie.
Brosnan was getrouwd met Australische bondgirl-actrice Cassandra Harris van 1980 tot aan haar dood in 1991. Hij trouwde met de Amerikaanse journaliste en auteur Keely Shaye Smith in 2001. Uit deze twee huwelijken kreeg Brosnan vijf kinderen, waarvan er twee werden aangenomen als zijn kinderen. In 2004 werd hij Amerikaans staatsburger. 
Nadat zijn contract niet werd verlengd voor de James Bondfilmserie speelde hij in vele andere films, o.a  Mamma Mia! (2008) en The Ghost Writer (2010).